# Michael Bischoff (Kunsthistoriker)
Michael Bischoff (geboren 1970 in Schwerin) ist ein deutscher Kunsthistoriker und Kurator.

## Leben
Michael Bischoff studierte Kunstgeschichte, Geschichte, Klassische Archäologie und Philosophie an der Technischen Universität Braunschweig, der Martin-Luther-Universität Halle-Wittenberg und der Freien Universität Berlin. 1999/2000 forschte er als DAAD-Stipendiat an der Bibliothèque royale de Belgique in Brüssel sowie an der Bibliothèque nationale de France und der Bibliothèque de l’Arsenal in Paris. 2003 wurde er mit einer Dissertation über die Mecklenburgische Reimchronik des Nikolaus Marschalk an der Freien Universität Berlin promoviert. Zu seinen Arbeits- und Forschungsschwerpunkten zählen Architektur und Bildkünste der Frühen Neuzeit, Graphik, Veduten- und Buchkunst sowie wissenschaftshistorische Themen wie Kartografiegeschichte und Alchemie. Von 2003 bis 2024 war er am Weserrenaissance-Museum Schloss Brake in Lemgo tätig, zunächst als wissenschaftlicher Volontär, seit 2005 als Kurator. Dort hat er zahlreiche kunst-, kultur- und wissenschaftshistorische Ausstellungen kuratiert, u. a. „Schlösser der Weserrenaissance“ (2009), „Weltvermesser – Das Goldene Zeitalter der Kartographie“ (2015, in Kooperation mit der Staatsbibliothek zu Berlin), „Exotische Welten – Unterwegs mit Forschern, Künstlern und Entdeckern“ (2019) und „Alchemie – Magie oder Naturwissenschaft?“ (2022/23), sowie Tagungen konzipiert, darunter das internationale Symposium „Kartographie der Frühen Neuzeit – Weltbilder und Wirkungen / Cartography of the Early Modern Period – Views of the World and Impacts“ (2014). Seit 2024 arbeitet er als Sammlungskurator im Bereich Bildende Kunst an der Stiftung Stadtmuseum Berlin.

## Veröffentlichungen

### Bücher als Autor
- mit Rolf Schönlau und Katja Schoene: Gebaut in OWL. Ein architekturgeschichtlicher Streifzug durch Ostwestfalen-Lippe. Mit einem Vorwort von Martin Pozsgai. Paderborn 2014, ISBN 978-3-89710-586-7.
- mit Hillert Ibbeken: Renaissance in Mecklenburg. Berlin 2011, ISBN 978-3-8305-1906-5.
- Eine Menagerie auf Papier. Der niederländische Tierzeichner Pieter Holsteyn. Lemgo 2011, ISBN 978-3-9807816-6-4.
- Graf Simon VI. zur Lippe (1554–1613). Ein europäischer Renaissanceherrscher. Lemgo 2010, ISBN 978-3-9807816-5-7.
- mit Rolf Schönlau: Weser & Renaissance. Wege durch eine Kulturregion. Holzminden 2007, ISBN 978-3-931656-29-4.
- Geschichtsbilder zwischen Fakt und Fabel. Nikolaus Marschalks Mecklenburgische Reimchronik und ihre Miniaturen. Mit einem Vorwort von Eberhard König. Lemgo 2006, ISBN 3-9807816-3-1.
- Bildung – Technik – Experiment. Wissen in der Renaissance. Begleitpublikation zur gleichnamigen Ausstellung, Weserrenaissance-Museum Schloss Brake, Lemgo 2005.

### Bücher als Herausgeber (Auswahl)
- mit Heiner Borggrefe, Vera Lüpkes und Michael Zelle: Alchemie – Magie oder Naturwissenschaft? Begleitpublikation zur gleichnamigen Ausstellung, Weserrenaissance-Museum Schloss Brake, Lemgo 2022, ISBN 978-3-945776-05-6.
- mit Lothar Weiß, Detlef Haberland und Joachim Eberhardt: Das Stammbuch Engelbert Kaempfers. Kritische Edition und Kommentar. Hildesheim 2021, ISBN 978-3-615-00435-9.[7]
- mit Vera Lüpkes: Exotische Welten. Unterwegs mit Forschern, Künstlern und Entdeckern. Begleitpublikation zur gleichnamigen Ausstellung, Weserrenaissance-Museum Schloss Brake, Lemgo 2019, ISBN 978-3-945776-02-5.
- mit Vera Lüpkes und Rolf Schönlau: Weltvermesser. Das Goldene Zeitalter der Kartographie. Ausstellungskatalog Weserrenaissance-Museum Schloss Brake, Dresden 2015, ISBN 978-3-95498-180-9.
- mit Vera Lüpkes und Wolfgang Crom: Kartographie der Frühen Neuzeit. Weltbilder und Wirkungen. Ergebnisse des in Kooperation mit der Kartenabteilung der Staatsbibliothek zu Berlin durchgeführten internationalen Symposiums, Marburg 2015, ISBN 978-3-89445-516-3.
- mit Hillert Ibbeken: Schlösser der Weserrenaissance / Castles of the Weser Renaissance. Stuttgart/London 2008, ISBN 978-3-936681-23-9.

### Aufsätze (Auswahl)
- Alchemie – Geschichte, Inhalte, Bildwelten. Ein Überblick. In: Michael Bischoff, Heiner Borggrefe, Vera Lüpkes, Michael Zelle (Hrsg.): Alchemie – Magie oder Naturwissenschaft? Begleitpublikation zur gleichnamigen Ausstellung, Weserrenaissance-Museum Schloss Brake, Lemgo 2022, ISBN 978-3-945776-05-6, S. 10–45.
- mit Katja Schoene: Johannes Stradanus und die Bilder der Jagd. In: Heiner Borggrefe, Michael Bischoff, Vera Lüpkes (Hrsg.): Hofjagd. Privileg und Spektakel. Begleitpublikation zur gleichnamigen Ausstellung, Weserrenaissance-Museum Schloss Brake, Lemgo 2021, ISBN 978-3-945776-03-2, S. 82–123.
- „so weiß man etwas zu erzählen, wenn man alt ist“. Jan Huygen van Linschoten in Portugiesisch-Indien (1583–89). In: Michael Bischoff, Vera Lüpkes (Hrsg.): Exotische Welten. Unterwegs mit Forschern, Künstlern und Entdeckern. Begleitpublikation zur gleichnamigen Ausstellung, Weserrenaissance-Museum Schloss Brake, Lemgo 2019, ISBN 978-3-945776-02-5, S. 102–139.
- Lemma „Kartographie“. In: Joachim Jacob, Johannes Süßmann (Hrsg.): Der Neue Pauly. Supplemente Bd. 13 (Das 18. Jahrhundert), Stuttgart 2018, ISBN 978-3-476-02472-5, Sp. 411–419.
- Geographia. Representations of mapmaking in the early modern period. In: Journal of the international map collectors’ society. Band 152, 2018, S. 14–23.
- Protestantischer Ritenwandel und visuelle Kultur. In: Heiner Borggrefe, Vera Lüpkes, Detlef Haberland, Michael Bischoff (Hrsg.): Mach’s Maul auf! Reformation im Weserraum. Begleitpublikation zur gleichnamigen Ausstellung, Weserrenaissance-Museum Schloss Brake, Dresden 2017, ISBN 978-3-95498-321-6, S. 76–101.
- Zinnebeelden op titelpagina’s van vroegmoderne atlassen. In: Caert-Thresoor. Band 34, 2015, S. 3–12.
- Weltenträger, Kontinente, Land und Meer. Zur Ikonographie der gestochenen Titelblätter frühneuzeitlicher Atlanten. In: Michael Bischoff, Vera Lüpkes, Wolfgang Crom (Hrsg.): Kartographie der Frühen Neuzeit. Weltbilder und Wirkungen. Ergebnisse des in Kooperation mit der Kartenabteilung der Staatsbibliothek zu Berlin durchgeführten internationalen Symposiums, Marburg 2015, ISBN 978-3-89445-516-3, S. 193–209.
- „…auch sonst von allerlei Sachen Bücher“ – Simon VI. zur Lippe und die Wissenschaften. In: Heiner Borggrefe (Bearb.): Im Dienst des Kaisers. Graf Simon VI. zur Lippe. Lemgo 2014, ISBN 978-3-945776-01-8, S. 108–141.
- Nikolaus Marschalk Thurius. In: Biographisches Lexikon für Mecklenburg. Bd. 7, Lübeck 2013, ISBN 978-3-7950-3752-9, S. 203–208.
- zahlreiche Artikel zum Allgemeinen Künstlerlexikon (AKL) u. a. über Pieter Holsteyn den Jüngeren, Johannes Hopffe, Karl Junker, Georges Louis Le Rouge, Gerhard Mercator, Abraham Ortelius, Philipp Renlin, Hans Rottenhammer, Peter Schenk den Älteren, Tilemann Stella, Johannes Teyler, Johannes Vingboons, Lucas Janszoon Waghenaer, München/Leipzig, 2012ff.
- Weserrenaissance – was ist das? / What is the Weser Renaissance? In: Michael Bischoff, Hillert Ibbeken (Hrsg.): Schlösser der Weserrenaissance / Castles of the Weser Renaissance. Stuttgart/London 2008, ISBN 978-3-936681-23-9, S. 8–13.
- Rottenhammers Entwürfe für Goldschmiedearbeiten. In: Heiner Borggrefe, Lubomír Konečný, Vera Lüpkes, Vít Vlnas (Hrsg.): Hans Rottenhammer – begehrt, vergessen, neu entdeckt. Ausstellungskatalog Weserrenaissance-Museum Schloss Brake, München 2008, ISBN 978-3-7774-4315-7, S. 62–69.
- Diana und Aktäon – eine ikonographische Erfolgsgeschichte in Venedig, Rom und Prag. In: Heiner Borggrefe, Vera Lüpkes, Lubomír Konečný, Michael Bischoff (Hrsg.): Hans Rottenhammer (1564–1625). Symposionsband Weserrenaissance-Museum Schloss Brake, Marburg 2007, ISBN 978-3-89445-395-4, S. 73–88.
- mit Katja Schoene: Zwischen Porträt und Historie – das Bildnis der Gräfin Lichtenau von Angelika Kauffmann. In: Jahrbuch für brandenburgische Landesgeschichte. 56, 2005, S. 195–202.
- Nahdistanzkonstruktion und Bildwahrnehmung. In: Klaus Sachs-Hombach, Klaus Rehkämper (Hrsg.): Bild – Bildwahrnehmung – Bildverarbeitung. Interdisziplinäre Beiträge zur Bildwissenschaft. Wiesbaden 1998, ISBN 3-8244-4303-1, S. 143–151. (2. Auflage. 2004, ISBN 3-8244-4571-9)